# 15107 Toepperwein
15107 Toepperwein eller 2000 CR49 är en asteroid i huvudbältet som upptäcktes den 2 februari 2000 av LINEAR i Socorro County, New Mexico. Den är uppkallad efter Mary Anne J. Toepperwein.
Asteroiden har en diameter på ungefär 3 kilometer.